# Sự tự quay của sao
Sự tự quay của sao là chuyển động góc của một ngôi sao xung quanh các trục của chính nó. Tốc độ của sự tự quay có thể được đo đạc bằng quang phổ của ngôi sao, hoặc bởi sự đo thời gian xuất hiện của các đặc điểm trên bề mặc của nó.
Sự tự quay của một ngôi sao tạo nên chỗ phình xích đạo do lực ly tâm. Vì những ngôi sao không phải là các vật thể rắn chắc, chúng có thể có sự tự quay biến thiên (trên các vị trí khác nhau có tốc độ quay khác nhau). Do đó xích đạo của ngôi sao có thể quay với tốc độ góc khác với những vĩ độ cao. Những sự khác biệt trong tốc độ tự quay trong một ngôi sao có thể có vai trò đáng kể trong sự hình thành từ trường sao.